# Omake
Omake (御負け?  premio, regalo suplementario, extra, añadido, suplemento) es una palabra japonesa utilizada para referirse a los extras en los DVD, videojuegos o a juguetes incluidos por la compra de algún producto. En Occidente, se suele referir a los extras que vienen incluidos en la compra de anime o manga.

## En anime y manga
En el anime se refiere a pequeñas animaciones al final de los capítulos o antes y después de los cortes comerciales, donde algunos personajes se comportan de manera cómica, fuera de su papel o dan explicaciones sobre el anime, es muy común en estos casos que se rompa la cuarta pared. También se conocen como Omake a los extra de los DVD como entrevistas con los actores de voz, escenas de cómo se ha producido la animación, o pequeñas OVAs con los personajes, en algunos casos en estilo Chibi.
En el caso del manga, se refiere a pequeñas imágenes, 4-Koma, fichas con información sobre los personajes o sus armas, comentarios del autor o capítulos especiales al final del tankōbon o insertadas entre los capítulos cuando se publican en él.